# Micrura
Micrura är ett släkte av slemmaskar som beskrevs av Ehrenberg 1831. Enligt Catalogue of Life ingår Micrura i familjen Lineidae, men enligt Dyntaxa är tillhörigheten istället ordningen Heteronemertea.
Släktet Micrura indelas i:
- Micrura achrostocephala
- Micrura affinis
- Micrura akkeshiensis
- Micrura alaskensis
- Micrura albida
- Micrura albifrons
- Micrura ambigua
- Micrura ancistroentis
- Micrura atra
- Micrura aurantiaca
- Micrura baltica
- Micrura bella
- Micrura bergenicola
- Micrura caeca
- Micrura callima
- Micrura candida
- Micrura ceylanica
- Micrura coei
- Micrura corallifila
- Micrura curacaoensis
- Micrura dellechiajei
- Micrura dorsalis
- Micrura dorsovittata
- Micrura elegans
- Micrura fasciolata
- Micrura filaris
- Micrura follini
- Micrura formosana
- Micrura impressa
- Micrura japonica
- Micrura kulikovae
- Micrura leidyi
- Micrura lithotamnii
- Micrura magna
- Micrura multinotara
- Micrura nebulosa
- Micrura nigrirostris
- Micrura olivaris
- Micrura pacifica
- Micrura pardalis
- Micrura pleuropolia
- Micrura pseudovaricolor
- Micrura purpurea
- Micrura rockalliensis
- Micrura rovinjensis
- Micrura rubra
- Micrura scotica
- Micrura trigonocephala
- Micrura tristis
- Micrura vanderhorsti
- Micrura varicolor
- Micrura verrilli
- Micrura wilsoni

## Bildgalleri

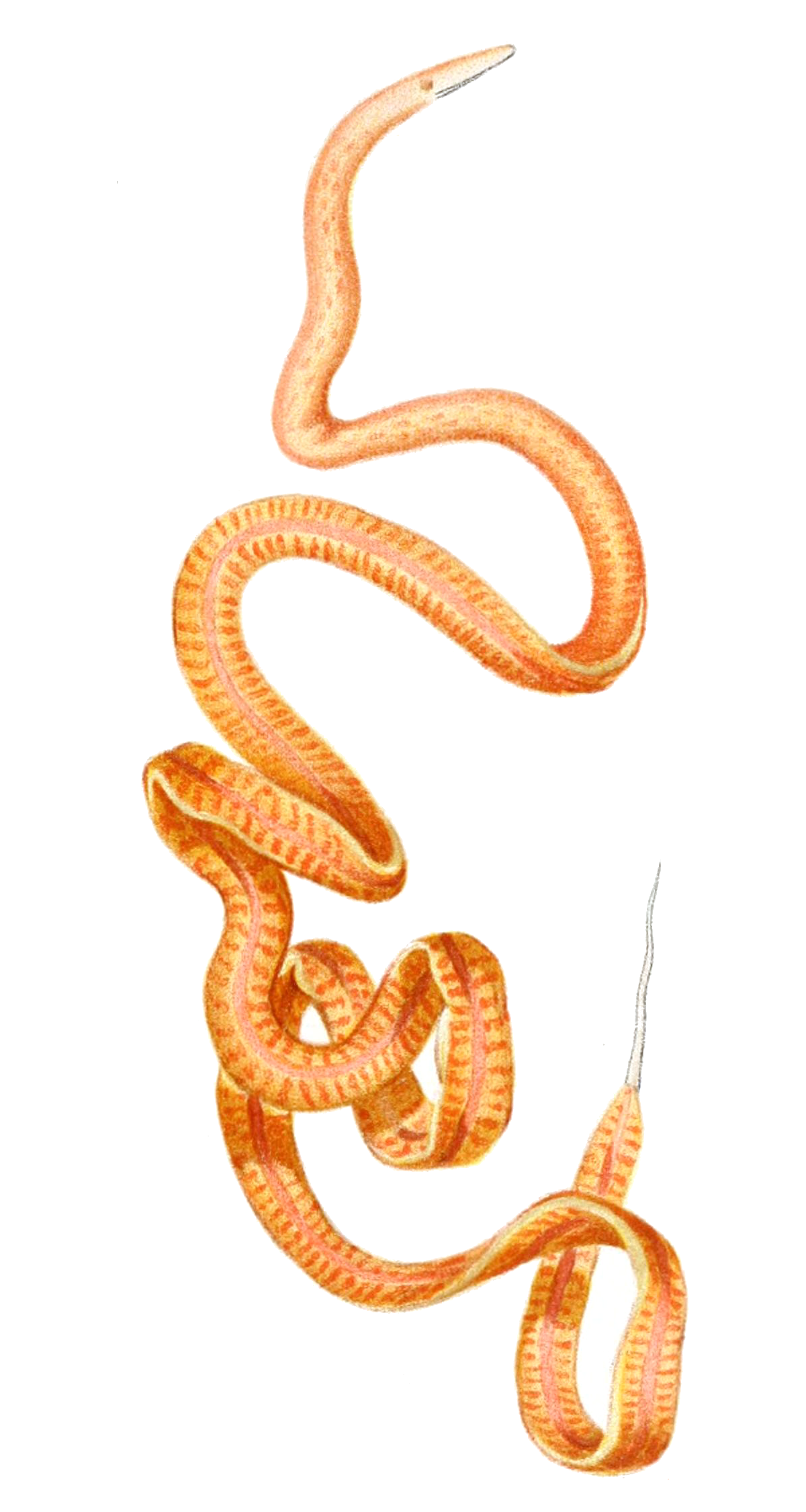